# Candidatura de Tokio a los Juegos Olímpicos de 2016
La candidatura de Tokio a los Juegos Olímpicos de 2016 fue el intento de Tokio, la ciudad capital de Japón en ser escogida por el Comité Olímpico Internacional (COI) para albergar los XXXI Juegos Olímpicos de 2016. La ciudad anteriormente fue sede de los Juegos Olímpicos de 1964. Su candidatura se oficializó el 14 de septiembre de 2007. Tokio fue una de las candidaturas que pasó a la lista corta el 4 de junio de 2008, siendo la ganadora final anunciada el 2 de octubre de 2009. Las otras ciudades candidatas fueron Chicago, Madrid y Río de Janeiro.
Junto a las cuatro candidatas oficiales, también se postularon para los Juegos Olímpicos de 2016 las ciudades de Praga, Doha y Bakú, que no superaron la primera evaluación del COI.

## Candidatura de la ciudad

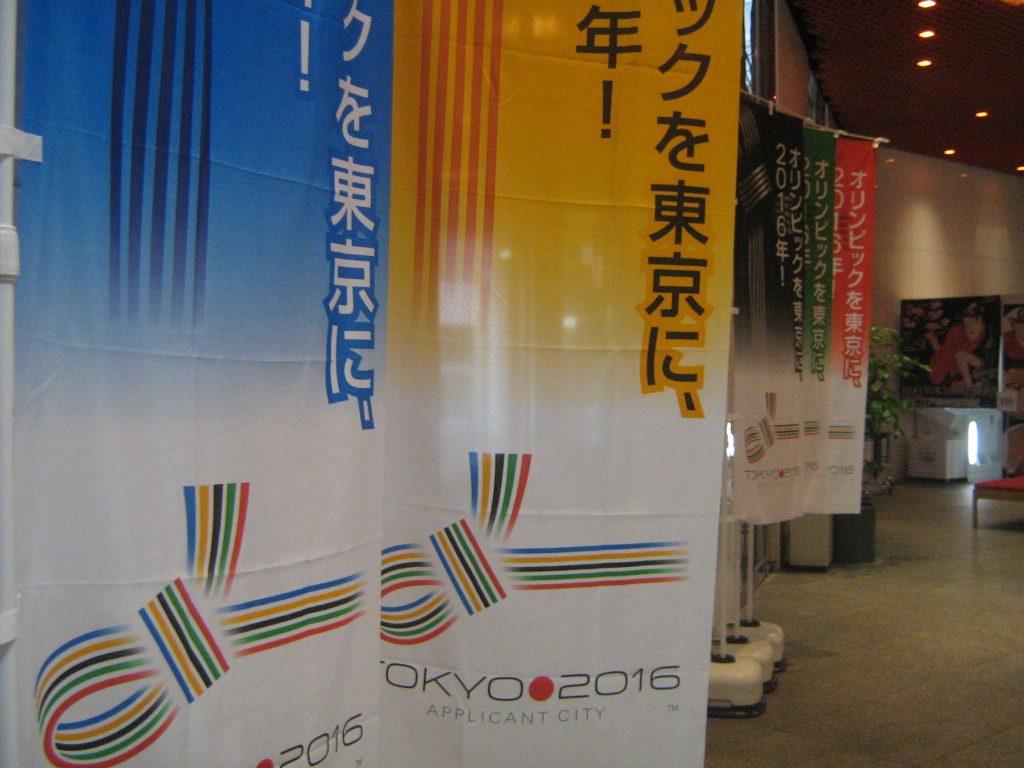
Anuncios en el vestíbulo del Museo Edo-Tokyo en Ryōgoku promoviendo la candidatura.

### Disputa Interna
La capital manifestó interés en candidatearse para ser sede de los Juegos Olímpicos y Paralímpicos de Verano de 2016 en marzo de 2006. En el mes siguiente, Fukuoka entró en la disputa interna. Las ciudades de Osaka, Sapporo y Nagoya también mostraron su interés por postularse. Tokio era considerada favorita para ganar la elección interna, debido a su capacidad económica, la visibilidad internacional que poseía por ser la capital de Japón y por haber sido sede de los Juegos.  En la elección realizada por el comité de selección del COJ (Comité Olímpico Japonés), el 30 de agosto de 2006, recibió 33 votos, contra 22 de Fukuoka y salió representante de la nación.

### Proyecto

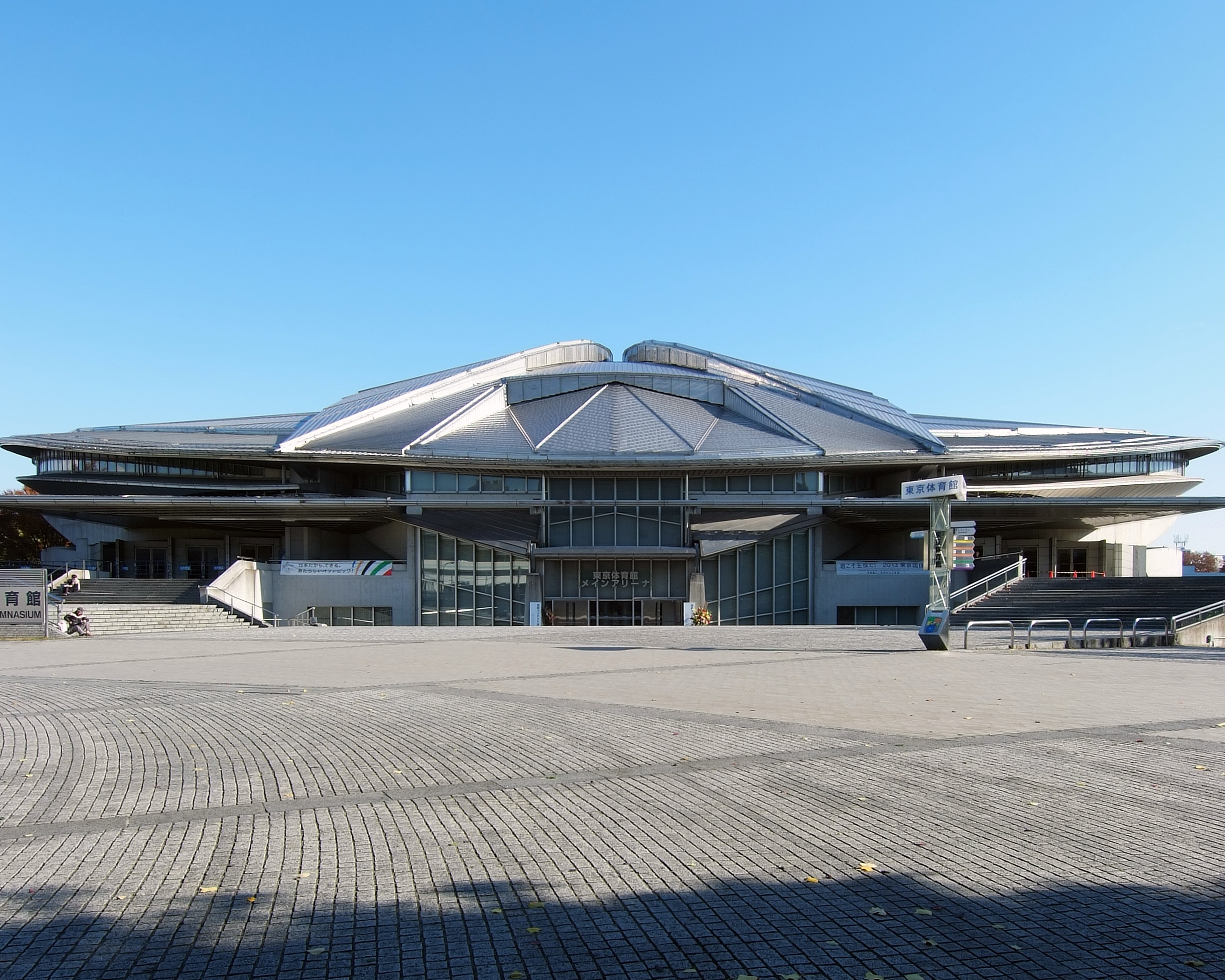
El Tokyo Metropolitan Gymnasium recibió competiciones de los Juegos Olímpicos de Verano de 1964 y recibiría los eventos de los Juegos de 2016 si hubiese sido escogida.

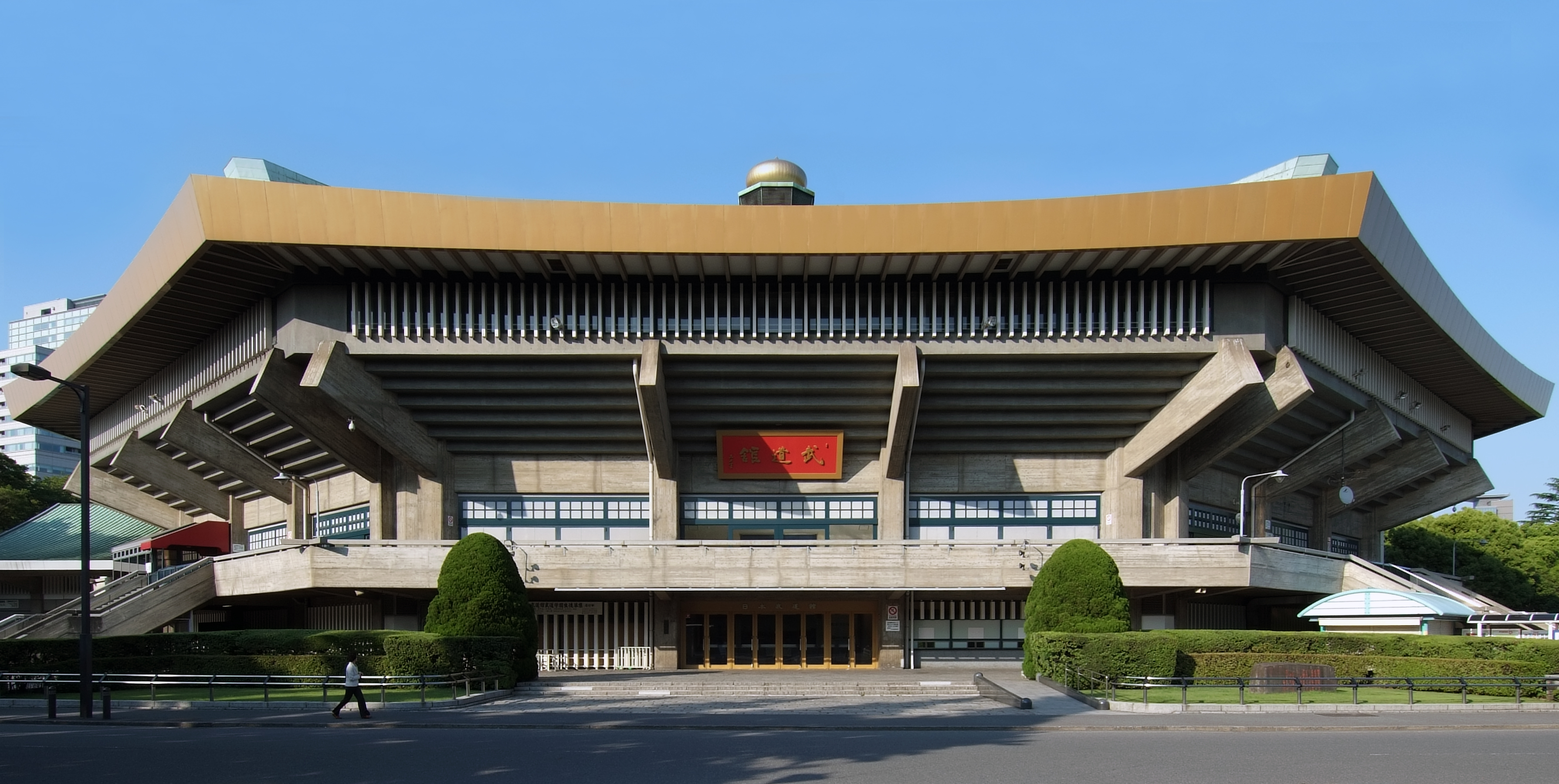
El Nippon Budokan, también construido para los Juegos de 1964, recibiría las competiciones de judo y luchas.

El Comité Olímpico Internacional anunció el 14 de septiembre de 2007 las ciudades postulantes para ser sede de los Juegos Olímpicos de Verano de 2016. Tokio concurrió con Bakú, Chicago, Doha, Madrid, Praga, y Río de Janeiro. Las ciudades candidatas tenían hasta 14 de enero de 2008 para responder al cuestionario del Comité Olímpico Internacional.
El proyecto de Tokio era realizar los Juegos Olímpicos entre 29 de julio y 14 de agosto y los Juegos Paralímpicos entre 30 de agosto y 11 de septiembre, periodos escogidos debido a las buenas condiciones climáticas, en las vacaciones escolares y la consecuente disminución en el uso del transporte público. El proyecto buscaba promover los valores olímpicos y de una vida saludable a través del deporte, tanto para jóvenes como para personas de edad avanzada. Las competencias serían realizadas en dos regiones del centro de la ciudad, facilitando el movimiento entre la Villa Olímpica y las sedes de competición.
El costo de la candidatura Tokio 2016 fue de 48 millones de dólares, y el gobierno de Tokio poseía reservas de aproximadamente 3 billones de dólares para la construcción de la infraestructura necesaria para los Juegos. De las 31 instalaciones proyectadas para recibir los Juegos, 21 ya estaban construidas. Algunas de ellas, como el Tokyo Metropolitan Gymnasium, el  Estadio Kasumigaoka y el Nippon Budokan, fueron usadas en los Juegos Olímpicos de Verano de 1964 y forman parte del legado que esta edición dejó en la ciudad. Fuera de Tokio, los partidos de fútbol serían realizados en las ciudades de Sapporo, Saitama, Yokohama y Osaka, en los mismos estadios que albergó la Copa del Mundo FIFA de 2002.
La oferta hotelera era uno de los puntos fuertes de la candidatura. Tokio tiene una oferta de más de 80.000 cuartos de hotel, muchos de los cuales son de tres o más estrellas. En 2016, se proyectaba ofrecer casi 120.000 cuartos en un radio de 50km a partir del centro de la ciudad. Los periodistas serían acomodados en hoteles próximos a los centros de prensa y habría a disposición microbús para trasladarse entre los predios.
La ciudad de Tokio posee, según la candidatura, una densa red de transporte público, con capacidad para 24 millones de pasajeros por día. Entre las obras relacionadas al evento estaba la expansión del Aeropuerto Haneda que junto con el Aeropuerto Internacional de Narita (uno de los que tiene mayor tráfico en Japón, transportando más de 36 millones de pasajeros por año), recibirían la flota de transporte aéreo relativa a los Juegos. La seguridad sería responsabilidad del Departamento Metropolitano de Policía de Tokio, que coordinaría las actividades con la Agencia Nacional de Policía.
Entre los proyectos de la candidatura relacionados al medio ambiente estaban la de disminuir las emisiones de carbono, el uso de energía  solar y  eólica, creación de áreas verdes y limpieza de ríos y de la Bahía de Tokio. El informe también incluye los eventos deportivos más importantes celebrados en Tokio y Japón, como el maratón de Tokio, el Campeonato Mundial de Atletismo de 2007 en Osaka y la Copa Mundial de Fútbol de 2002, organizado en colaboración con Corea del Sur.

## Primera evaluación del Comité Olímpico Internacional
El resultado de la evaluación del Grupo de Trabajo designado para analizar los informes de las siete ciudades postulantes fue divulgado en marzo de 2008 y sirvió de base para la elección del Comité Ejecutivo del COI en junio. El Grupo de Trabajo estableció pesos para los once criterios de evaluación, teniendo en cuenta la cantidad de informaciones solicitadas en las ciudades postulantes y la capacidad de ellas de llegar las metas en el período de tiempo determinado. Criterios matemáticos fueron usados para definir la nota de cada ciudad en cada ítem de evaluación.
La evaluación de Tokio recibió la nota general media más alta entre las siete, incluyendo la única nota diez del informe, para el requisito Acomodación. Además de este, la ciudad obtuvo la nota más alta entre las candidatas en seis temas, obteniendo empate en tres (Infraestructura, Impacto ambiental y Visión general y legados) con Madrid y en una categoría (Transportes) con Doha. Villa olímpica y Seguridad fueron los otros criterios que Tokio ganó. El jefe del comité de candidatura de la ciudad,  Ichiro Kono, se manifestó sorprendido, pero muy feliz, con el resultado de la evaluación preliminar.
Las otras ciudades que pasaron en la primera fase y se tornaron candidatas fueron Madrid (con nota 8,1), Chicago (nota 7,0) y Río de Janeiro (nota 6,4).

## La candidatura

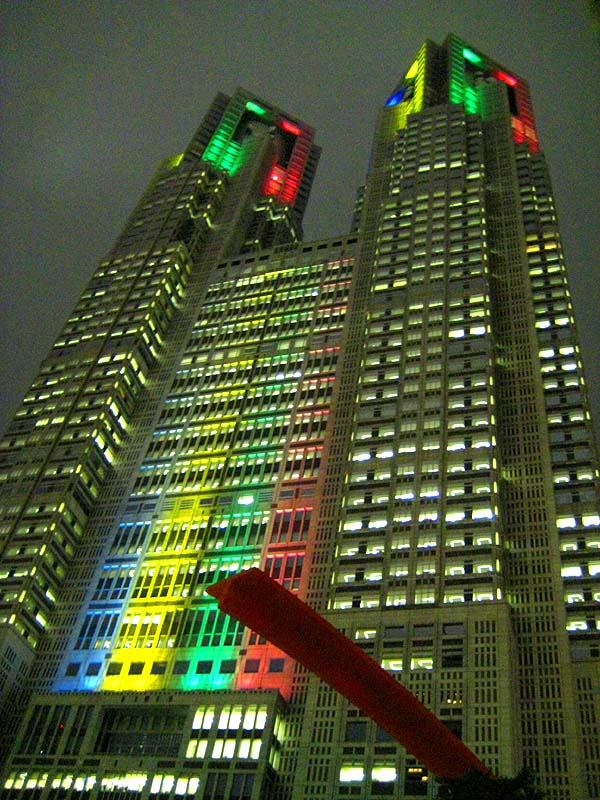
Edifício del Gobierno Metropolitano de Tokio iluminado con los colores de los anillos olímpicos.

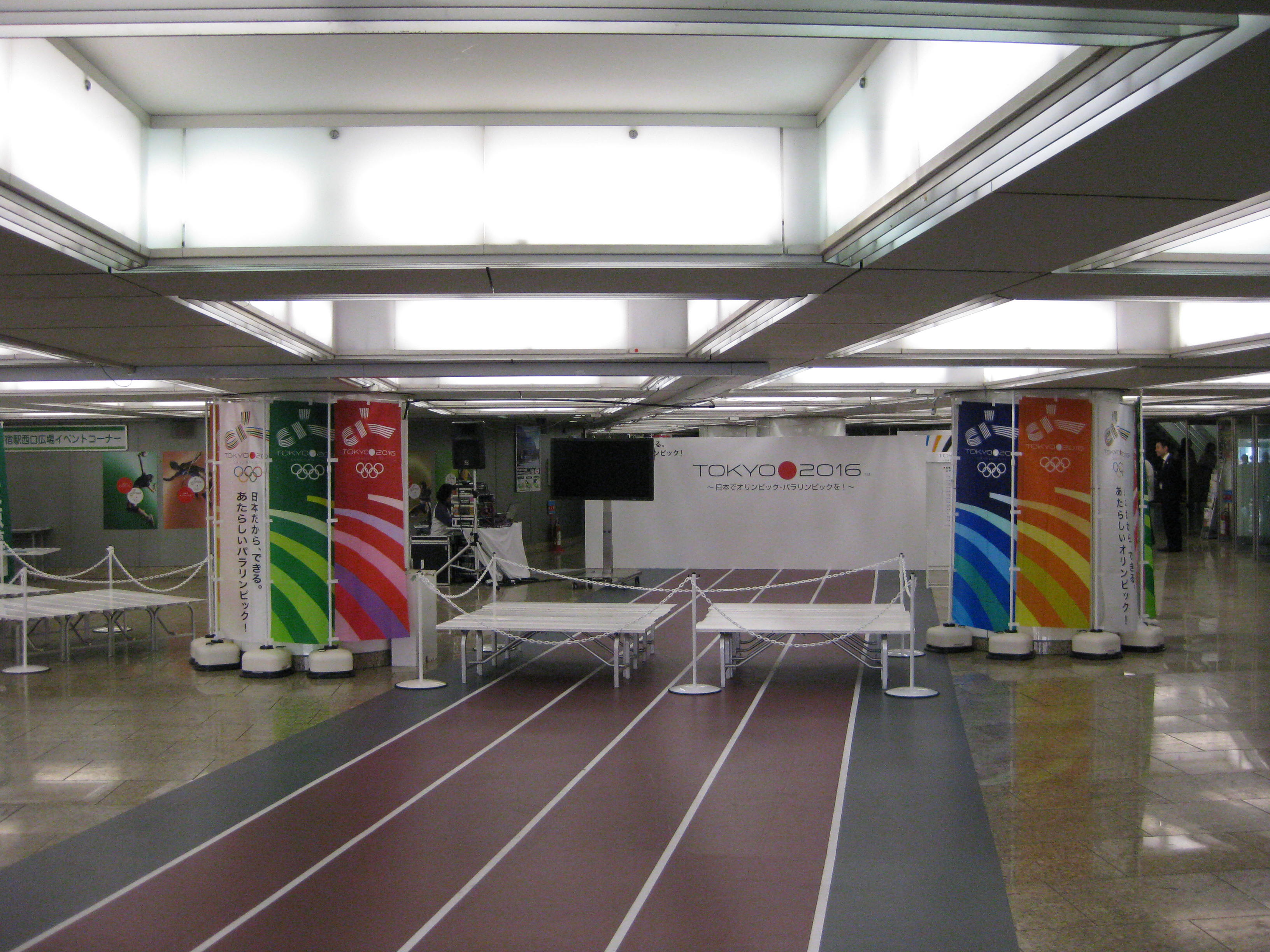
Carteles de la campaña fueron colocados en estaciones del metro de la ciudad.

Después del anuncio oficial de que Tokio era una de las finalistas, comenzó la segunda fase del proceso, que contaría con la elaboración de un nuevo informe más detallado, y con la visita de la Comisión Evaluatoria del Comité Olímpico Internacional.
En agosto de 2008, las ciudades candidatas participaron del Programa de Observación del COI durante los Juegos Olímpicos de Verano de 2008, en Pekín. Durante el Programa, el Día del Japón fue conmemorado en la Casa Japón, un espacio dedicado al país en Pekín. En el mes siguiente, una delegación japonesa también observó los  Juegos Paralímpicos, organizados por la capital china.
En octubre, las ciudades candidatas se presentaron ante los miembros de la Organización Deportiva Pan-americana en Acapulco, en México. En la ocasión, el presidente del COI Jacques Rogge dijo que hay "un montón de aspectos técnicos", pero "lo más importante es la voluntad de la gente del país". A fines de 2008, el Comité Tokio 2016 concluyó el proyecto de candidatura, que sufrió alteraciones en relación a la fase de postulación. El Centro Acuático, por ejemplo, originalmente proyectado para ser una instalación temporária, se quedaría como instalación permanente. El proyecto sería, semanas más tarde, aprobado por todas las Federaciones Deportivas Internacionales.
El informe oficial de la candidatura de Tokio fue entregada al Comité Olímpico Internacional el 12 de febrero de 2009. Con más de 550 páginas, el documento trató diecisiete temas de evaluación. El paso siguiente en el proceso fue la visita de la Comisión Evaluatoria del COI, comandada por la exatleta marroquina Nawal El Moutawakel, ocurrida entre 16 y 19 de abril. Durante este período, la Comisión hizo sabatinas, asistió la presentaciones e inspeccionó instalaciones deportivas presentes en el proyecto. Una encuesta divulgada en mayo, según la cual 70% de los ciudadanos de Tokio apoyaban la realización de los Juegos en la ciudad, impulsó la candidatura, aunque el nivel era considerado todavía bajo, especialmente en comparación con otras ciudades.
En junio, las cuatro candidatas tuvieron, por primera vez en la historia, una oportunidad de presentar el proyecto para los miembros del COI que eligieron, meses más tarde, la ciudad sede de los Juegos de 2016. En el evento, realizado en el Museo Olímpico, cada candidatura tuvo una hora y media para exponer detalles del proyecto y responder a cuestiones formuladas por el integrantes del Comité. La presentación de Tokio se enfocó en el enorme legado que la ciudad ya tenía y que los Juegos de 2016 pudieran aportar. La preocupación con el medio ambiente también fue destacada, así como la cuestión financiera.
El proyecto Tokio 2016 también fue presentado en diversos países. Además de México, los representantes de la candidatura se hicieron presentes en el encuentro de la Asociación de Comités Olímpicos Nacionales de África, en Nigeria, y en el  Campeonato Mundial de Atletismo, en Berlín, Alemania. En el proceso final, el principal apoyo de la candidatura del gobierno de Tokio, el primer ministro Taro Aso, perdió su trabajo después de la derrota de su partido en las elecciones generales del 30 de agosto.

## Informe de la Comisión Evaluatoria
Después de las visitas en las ciudades candidatas y el análisis de las candidaturas, la Comisión de Evaluación preparó un informe técnico sobre las condiciones de cada ciudad, que sirvió de base para que los miembros del COI formaran su opinión sobre la elección final, el 2 de octubre. A diferencia del primero, este no presentó notas o sugerencias, apenas presentó el parecer de la Comisión.
La Evaluación de Tokio destacó el bajo apoyo popular y el estado de algunas instalaciones. Según el COI, algunos prédios que recibieron competencias en los Juegos Olímpicos de 1964 no eran aptos para recibir una competencia del nivel de los Juegos Olímpicos. Además de esto, algunas instalaciones que aparecen en el informe como aptas, en realidad no lo estaban. El terreno destinado a la Villa Olímpica también fue criticado, por haber sido considerado demasiado pequeño. Los elogios quedaron por cuenta de los proyectos ambientales y del presupuesto garantizado.

### Repercusión
El informe fue recibido por los representantes de la candidatura japonesa de dos formas: en primer lugar, el Comité agradeció a la Comisión de Evaluación, indicando que entendía el enfoque en el atleta dado por el proyecto y las garantías financieras que tenían. Por otro lado, el Comité contestó a la evaluación en relación al apoyo popular y publicó una encuesta paralela a la realizada por el COI, según la cual más de 70% de los japoneses apoyaban la realización de los Juegos, y no 55,5%, como fue divulgado en el informe. A pocos días de la votación, la ciudad de Tokio aparecía en tercer lugar en dos evaluaciones de sitios especializados en candidaturas olímpicas, el BidIndex, del sitio GamesBids, y el Power Index, del sitio AroundTheRings.

## Presentación en la 121ª Sesión del COI
La elección de la ciudad sede de los Juegos Olímpicos de Verano de 2016 ocurrió el 2 de octubre de 2009, en la ciudad de Copenhague, Dinamarca, durante la Sesión del Comité Olímpico Internacional. Tokio fue la segunda ciudad a presentarse ante los miembros del COI. Una adolescente de quince años abrió la presentación con un pronunciamento, apoyado por imágenes, sobre cambios climáticos,  doping  y desafíos en el mundo deportivo. En seguida, el japonés miembro del COI Chiharu Igaya presentó al recién electo primer ministro Yukio Hatoyama, que habló sobre los grandes esfuerzos de la candidatura en solucionar problemas ambientales. Enseguida se mostró un video sobre la actuación de Japón junto al Movimiento Olímpico en los últimos cien años, incluyendo los Juegos Olímpicos de 1964. El desarrollo de Tokio fue el tema del discurso del gobernador Shintaro Ishihara, que antecedió la palabra de Ichiro Kono, jefe de la candidatura. Kono habló sobre el apoyo popular a los Juegos, que según el, creció bastante después la visita de la Comisión Evaluatoria a la ciudad.
El proyecto de las instalaciones fue presentado por atletas olímpicos y paralímpicos, como el lanzador Koji Murofushi y la nadadora paralímpica Junichi Kawai. Mikako Kotani, jefe de la Comisión de los Atletas de la candidatura, habló sobre tecnología y de lo que ya se estaba haciendo en la ciudad como preparación para recibir los Juegos. El vicepresidente de la candidatura Tsunekazu Takeda habló sobre el compromisso del comité con el COI y el apoyo de los atletas y de los Comités Olímpicos Nacionales. Ichiro Kono volvió al púlpito para hablar sobre control de  doping  y paz en los deportes. Culminaron la presentación con un video sobre la juventud japonesa y una declaración de Shun-ichiro Okano, también miembro del COI, pidiendo apoyo para la candidatura. Después de la presentación, Ichiro Kono respondió a preguntas formuladas por los miembros del COI, reiterando que la candidatura poseía fuerte apoyo popular y que la Villa Olímpica (cuyo tamaño fue motivo de críticas en el informe de la Comisión Evaluatoria) excedía las exigencias del COI. Al final del segmento, el presidente del COI Jacques Rogge presentó la delegación de Tokio, representada por el gobernador Ishihara, con un diploma de agradecimiento por la participación en el proceso.
Después de las cuatro presentaciones, se inició la votación, en la cual cada miembro del Comité Olímpico Internacional tenía derecho a un voto. En el primer turno, Tokio estuvo en tercer lugar, suficiente para no ser eliminada. Chicago, con menos votos, quedó fuera de las fases restantes. En el segundo turno, realizado imediatamente después el primero y con la misma dinámica de este, los veinte votos recibidos por la ciudad no fueron suficientes y Tokio fue eliminada. El resultado fue recibido con indiferencia por la población japonesa.